# Pastores (Spagna)
Pastores è un comune spagnolo di 62 abitanti situato nella comunità autonoma di Castiglia e León.